# Arabriga bimaculata
Arabriga bimaculata là một loài bướm đêm trong họ Noctuidae.